# 正利控股
正利控股有限公司，簡稱正利控股（英語：Ching Lee Holdings Limited，港交所：8318），在1998年，由主席吳彩華，於香港（總部）成立「正利工程有限公司」，以及在2003年成立「正利建築有限公司」。
業務在香港經營底層結構建築工程、上蓋建築工程及維修、保養、改建及 加建工程。
股份則在2016年3月29日於港交所創業板上市。配售價為0.30港元，股份數目為3億股，集資額為0.9億港元。

## 連結
- chingleeholdings.com （页面存档备份，存于）